# 有机化学

由諾貝爾化學獎得主艾里亞斯·詹姆斯·科里及其團隊研發的奧司他韋（特敏福）的全合成圖示

甲烷分子的结构: 最简单的有机化合物

有机化学（organic chemistry）是研究有机化合物及有機物質的结构、性质、反應的学科，是化学中极重要的一个分支。有机化学研究的對象是以不同形式包含碳原子的物質，又称为碳化合物的化学。
有關有机化合物或有機物質結構的研究包括用光譜、核磁共振、红外光谱、紫外光谱、质谱或其他物理或化學方式來確認其組成的元素、組成方式、實驗式及化學式。有關性質的研究包括其物理性質及化學性質，也需評估其化學反應性，目的是要了解有機物質在其純物質形式（若是可能的話），以及在溶液中或是混合物中的性質。有機反應的研究包括有機物質的製備（可能是有機合成或是其他方式），以及其化學反應，可能是在實驗室中的，或是In silico（經由電腦模擬的）。
有机化学研究的範圍包括碳氫化合物，也就是只由碳和氫組成的化合物，化合物中也有可能还会参与其他的元素，包括氮、氧和卤素，还有诸如磷、硫等元素（以稀有氣體以外的非金屬元素為主，不包括類金屬元素硼、矽、鍺、砷、銻、碲、釙、砈）。
有机化学和許多相關領域有重疊，包括药物化学、生物化学、有机金属化学、高分子化学以及材料科学等。有机化合物之所以引起研究者浓厚的兴趣，是因为碳原子可以形成稳定的长碳链或碳环以及许许多多种的官能基，这种性质造就有机化合物的多样性。有機化合物是所有碳基生物的基礎。有機化合物的應用範圍很廣，包括醫學、塑膠、藥物、石化產物、食物、化妆品、护理用品、炸藥及塗料等。

## 有機化合物和含碳化合物
含碳化合物被称为有机化合物是因为以往的化学家们认为含碳物质一定要由生物（有机体）才能制造；然而在1828年的时候，德国化学家弗里德里希·维勒，在实验室中成功合成尿素（一种生物分子），推翻上述的論點，自此以后有机化学便脱离传统所定义的范围，扩大为含碳物质的化学；不过有机化学這個名字卻從此一直沿用，没有人尝试将其改名为“碳化学”或是其它较为贴切的说法。雖然被稱為“碳化学”，仍有少數含碳的化合物因不具有機化合物的特性，不歸類在有機化合物中，如二氧化碳（{\displaystyle {\ce {CO2}}}）、一氧化碳（{\displaystyle {\ce {CO}}}）、二硫化碳（{\displaystyle {\ce {CS2}}}）、碳酸（{\displaystyle {\ce {H2CO3}}}）、碳酸鹽（{\displaystyle {\ce {{CO3}^{2-}}}}）、碳酸氫鹽（{\displaystyle {\ce {{HCO3}^{-}}}}）、硫氰酸盐（HSCN及其鹽類）及氰化物（HCN及其鹽類）等。

## 历史

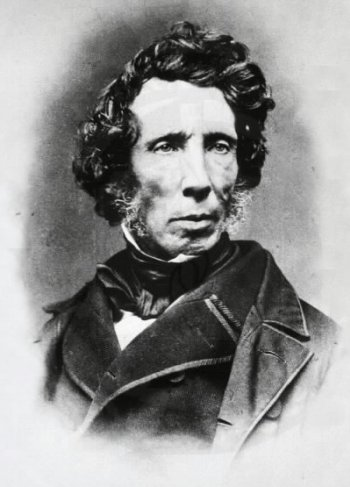
弗里德里希·維勒

有机化学作为人类实践活动，可以追述到史前。酿酒、发酵之类的工艺涉及了最初的有机化学变化（也可以是生物化学变化）。
有机化学作为学科，是在19世纪确立的。最初有机化学的定义是生命力论影响下的有机体的化学，相当于生物化学。在19世紀前半，已有一些有關有機化合物的系統性研究。在1816年時米歇爾·尤金·謝弗勒爾研究脂肪及碱製備肥皂的程序，將脂肪中的脂肪酸分解出來後，和碱反應即為肥皂。由於這些都是獨立的化合物，因此謝弗勒爾提出可以利用各種脂肪（常見的天然有機化合物來源）用化學反應的方式，在沒有生命力介入的情形下，產生新的化合物。
“有机化学”这个词是永斯·贝采利乌斯发明的。1828年弗里德里希·维勒用氰酸铵热重排生成尿素（即為現在的维勒尿素合成），高兴地给贝采利乌斯写信说：“我可以不借助动物的肾脏来制备尿素了！”此举让有机和无机之间的界线消失，人们开始考虑给生物化学另外取个名字。
在1856年威廉·珀金在試圖製備奎寧的過程中，意外的製備了第一個合成染料苯胺紫。由於苯胺紫的生產獲得大量的利潤，因此提高大家對有機化學的興趣。
19世纪初期，欧洲人积累了大量的有机化合物的转换知识，一些学术开始形成。把有机化学确立为科学的学说，当属结构学说。这个结构学说有各种流派和表现形式。最初比较有大的影响的有1843年化學家熱拉爾的水型、氯化氫型、氨型、氫型结构学说，这个学说是基于无机化学盐理论提出来的。其影响到现在仍然存在，比如说酯在当时被认为是一种含氧酸盐，所以至今英文酯的后缀跟含氧酸盐的后缀一样，都为-ate。
在1858年時奧古斯特·凱庫勒和库帕分別提出了有機化學結構上的重大進展。他們提出四價的碳原子可以相互結合，形成碳的晶格。而其原子鍵結的結構用適當的化學反應來說明。
导向现代化学结构学说的当属俄罗斯化学家布特列洛夫的结构学说以及随后范霍夫、勒贝尔的碳四面体学说。19世纪有机化学形成和完善了结构学说，到了20世纪，导致了构象分析理论的建立，从此有机化学的发展进入一个全面增长的阶段。结构学说催生出了很多理论，比如电子理论、机理学说。这些理论极大地指导了有机合成的研究，而有机合成实践又不断地提出新问题来挑战和充实结构理论。这种相互促进产生了今天有机化学的全新面貌。
製藥產業開始於19世紀末期製造阿斯匹靈，最早是由德國化學家霍夫曼在1898年合成成功，並在1900年在拜耳藥廠生產。第一次系統性的改善藥物則是灑爾佛散，其中用到劇毒性的對氨基苯胂酸，保罗·埃尔利希及其團隊在過程中檢驗了許多對氨基苯胂酸的衍生物。
早期的有機反應及應用往往都是意外發現（serendipitous）。在19世紀後半開始有許多有關有機化合物的系統性研究。以靛藍的製造來說，由於阿道夫·冯·拜尔發展的合成方法，由天然植物原料生產的靛藍由1897年的19,000噸減至1914年的1,000噸。2002年時有17,000噸的靛藍是由石化產業所製造。在二十世紀初時也已知道聚合物和酶是大型的有機分子。
複雜有機化合物的多步合成稱為全合成。如膽固醇有關的化合物開啟了合成人類複雜荷爾蒙和其衍生物質的方法。自20世紀起，全合成的複雜度已可以合成像麥角酸或是維生素B12之類的物質

維生素B12的全合成是有機化學的一大突破

有機化學的發展和石油的發現和石化產業的發展有密切的關係。由石油中提煉物質，經由不同化學程序，轉變成不同的化合物，這就造成了石化產業，其貢獻包括人造橡皮、各種的有機黏合剂、汽油添加物以及塑膠。
生物體中的大部份化學物質都是含碳的化合物，因此生物化學和有機化學的關係非常密切，生物化學在本質上其實就是有機化學的一個分支。雖然生物化學史在四個世紀前就已經開始，但一些本質的了解是在十九世紀末才開始，而生物化學的英文「biochemistry」一詞是在二十世紀初末才產生的。生物化學領域的研究在二十世紀開始增加，而且增加程度沒有變慢。可以由生物学文摘及生物學文摘（預評）資料庫看出其變化趨勢，生物学文摘及資料庫在1920年代開始，一開始只有一卷，但其增加速度很快，在二十世紀末時，只能提供給一般使用者線上的資料庫，無法再提供紙本資料。

## 研究对象与方法
由於有機化合物常以混合物的形式存在，因此有許多方式可以分離出高純度的物質。傳統的方式包括蒸餾、结晶及溶劑提取，現在的方式則包括色谱法，包括高效液相色谱法或是气相色谱法。
有機物質的傳統分析方法是是透過許多化學測試來進行，這稱為「濕法」，但已被用光谱学或是電腦分析的方法所取代。
有机化学的研究对象主要就是“如何形成碳碳键”。有机化学是碳的化学，簡而言之就是研究如何构建碳原子的結構。因为对人们有用处的有机分子一般是大而复杂的，而人们能随意支配和轻易获得的原料往往是小而简单的。有机化学的研究方法就是根据研究需要，利用结构和机構来设计预测一个变化，通过实验和分析检测来验证结果，并对设计进行反馈修正。
以下是一些常用的分析方式：
- 核磁共振光譜法是最常用的技術，可以知道完整的分子結構資訊，透過關聯性磁振頻譜甚至還可以知道立體化學的一些資訊。有機化學的主要元素碳和氫都有自然存在，可以用核磁共振檢測的同位素，分別是{\displaystyle {\ce {^1H}}}及{\displaystyle {\ce {^13C}}}。
- 元素分析：一可以檢測分子中組成原子的破壞性檢測方式，已被質譜法取代。
- 質譜法可以檢測化合物的分子量，藉由質譜分析也可以看出其結構。高解析度的質譜法可以看出分子準確的分子量，已可以取代元素分析。早期質譜法只能用在一些有揮發性的天然物質中，但先進的離子化技術已經可以檢測任何有機化合物的質譜。
- 晶体学也是一種可以得到分子结构的方法，但其前提是可以得到物質的單晶，且此單晶可以反映待測物的結構。

傳統的色譜法方式，像是红外光谱学、旋光及紫外－可見分光光度法可以提供大略的資訊，在分析一些特定的化合物時仍有使用。

## 有機化合物
有机化合物可以依其分子的性质分为几个大类，常见的如
- 脂肪族——由碳链为骨架的有机化合物
- 芳香族——含苯环的有机化合物
- 杂环族——环状结构中含非碳原子
- 聚合物——由重复单元相互用共价键连接而成的分子……等等。

### 命名

維生素B3的不同名稱及描述方式

有機化合物的命名可能是依一定規則的系統式命名，也有可能是依許多傳統而來的非系統式命名。系統命名法是依IUPAC的規範所訂定，名稱由分子的母结构為基準，可以用前綴、後綴及數字來無歧義的識別整個結構。由於已知的化合物已有上千萬種，若全部都嚴格的使用系統式命名，會非常的麻煩。系統式命名一般都是針對較簡單的化合物，而不是複雜的分子。若要使用系統式命名，需要知道其結構，以及母结构的名稱。母结构包括沒有取代基的烴、雜環化合物以及單一官能基的衍生物等。
對有機化合家而言，非系統式命名比較簡單，也不會造成歧義。非系統式命名的名稱上不會看出分子的結構。非系統式命名常應用在複雜的分子，其中許多是自然界的產物。例如麥角酸二乙醯胺（Lysergic acid diethylamide）就是一非系統命名，其對應的系統式命名為
(6aR,9R)-N,N-diethyl-7-methyl-4,6,6a,7,8,9-hexahydroindolo-[4,3-fg] quinoline-9-carboxamide。
現在常常用電腦軟體計算化合物的相關特性，因此需要有其他可以用機器解讀的命名方式，常用的格式有SMILES及InChI等。

### 有機化合物的化學式
有機化合物常用結構圖或結構式的方式表示。键线式是一種簡單的繪圖表示方式，用繪圖方式繪出化合物骨架，骨架的交點及末端都代表一個碳原子，氫原子可能會標示出來，但因有機化合物中碳幾乎都是四價，也可能省略。由於有機化合物中幾乎都依照碳四價、氮三價、氧二價、氫一價的原原則繪製。

### 有機材料
在客观世界中，要找一个纯无机的环境非常困难。即便是土壤中，也存在大量的有机物质，比如氨基酸、腐殖质之类。有机合成材料品种很多，塑料、合成纤维、合成橡胶就是我们通常所说的三大合成材料。主要是指通过化学合成将小分子有机物如：烯烃等合成大分子聚合物。现在人们用的很多东西都是有机合成材料，比如很多眼镜都是用有机玻璃做的，当然汽车上的窗、轮胎都是，生活中用的塑料袋，电磁炉上的底盘等。可以说有机合成材料在很多方面已经能够代替一些金属的耐高温的功能作用。合成纤维和合成橡胶等是重要的有机合成材料。有机合成材料的出现是对自然资源的一种补充，化学在有机合成材料的发展中起着重要的作用。新型有机合成材料必将为人类创造更加美好的未来。使用有机合成材料会对环境造成影响，如“白色污染”。用有机高分子化合物制成的材料就是有机高分子材料。

## 有机化学反应
有機化學反應，又名有機反應，就是有機化合物的化學反應。有些有機反應將某種官能團轉換為另一種的官能團（例如醛的氧化反應可以將分子中的-CHO基團換爲-COOH基團），而有些有機反應可以將碳鏈增長，如羥醛縮合等。由於很多有機反應都是以發現者的名字來命名（如武兹反應等），因此很多有機反應都被稱作人名反應。有機反應被廣泛利用於有機合成中，化學家就是用這些有機反應來合成各種的有機化合物。如以反應機理來將有機反應分類，有以下幾種的類別：
入门版分类：
- 親核取代反應
- 亲核加成反应
- 亲电取代反应
- 亲电加成反应

更本质的来看，这么多反应其实只有两类：亲核和亲电取代，因为加成反应可以视为一种特殊的取代。
高级版分类：
有机反应按机理分类可以分为四大类：
- 离子反应，囊括上面入门版分类的所有门类。
- 自由基反应，特点是不涉及离子，反应可控制的程度总体偏低，尚未完全开发。
- 协同反应，特点是不涉及中间体。
- 金属有机反应，有机金属反应本质上是上述三大反应的综合，但在一些地方有其特殊性，故单列一类。

## 分支学科
- 天然有机化学
- 有机合成
- 元素有机化学
- 物理有机化学
- 有机分析
- 立体化学

## 外部連結
- 门户
- Organic Chemistry Portal （页面存档备份，存于） （英文）